# Arctosa humicola
Arctosa humicola är en spindelart som först beskrevs av Philipp Bertkau 1880.  
Arctosa humicola ingår i släktet Arctosa och familjen vargspindlar. Inga underarter finns listade i Catalogue of Life.